# Kouty, Třebíč
Kouty là một làng thuộc huyện Třebíč, vùng Vysočina, Cộng hòa Séc.